# Hamamacu
Hamamacu (japánul: 浜松市, angolul: Hamamatsu) város Japánban, Csúbu régióban. Sizuoka prefektúrában található, amelynek legnépesebb városa, de nem fővárosa (a főváros Sizuoka). 
Népessége 2019. december 1-jén becslések alapján 791,000 fő, ezzel Japán tizenhatodik legnépesebb városa.

## Földrajz
Hamamacu Tokiótól 260 kilométerre délnyugatra található

### Éghajlat
Hamamacu déli része nedves szubtrópusi éghajlattal rendelkezik, a tél enyhe, viszont szeles. Az északi része sokkal keményebb. A nyár az északi területeken forró, míg télen havazik.

### Demográfia
Hamamacunak jelentős nem japán származású lakosa van. Különösen brazil származású lakosa van a japán mellett. Sok külföldi a gyártási szektorban dolgozik. 2010-re Hamamacuban 30 ezer nem Japán születésű lakott. A városnak van brazil iskolája is, valamint sok brazilokat vendéglátó vállalat állít ki brazil zászlókat. 

## Történelem

### Őskor
A Hamamacut is magába foglaló terület az őskori időkben is lakott volt, erről árulkodik a Shijimizuka kagylódomb és az Akamonue Kofun ősi sír. 

### Ókor
A Nara-korszakban Tōtōmi tartomány fővárosa lett.

### Középkor
Hamamacu jelentős volt az Edo-korszakban, a daimjó uralkodók körében, mint várváros és postaváros az Edót és Kiotót összekötő Tókaidó országúton. 1871 és 1876 között rövid ideig prefektúra volt, majd Sizuoka prefektúra része lett.              1889-ben a modern önkormányzati rendszer létrehozásával Hamamacu várossá vált.

### Mostani idők
Hamamacu a 20. században több faluval is egyesült, így népessége és területe is nőtt. 

## Kormány
A városnak közvetlenül választott polgármestere van. 

## Gazdaság
Hamamacu ipari városként volt híres, elsősorban hangszereket és motorkerékpárokat gyártottak itt. Ismert volt szövetiparáról, de a legtöbb ilyen vállalat és gyár az 1990-es években megszűnt. 

## Oktatás
A városnak vannak japán és brazil iskolái is. A brazil iskolák ugyanolyan programokkal és osztályokkal rendelkeznek, mint a japán iskolák.

## Nevezetességek

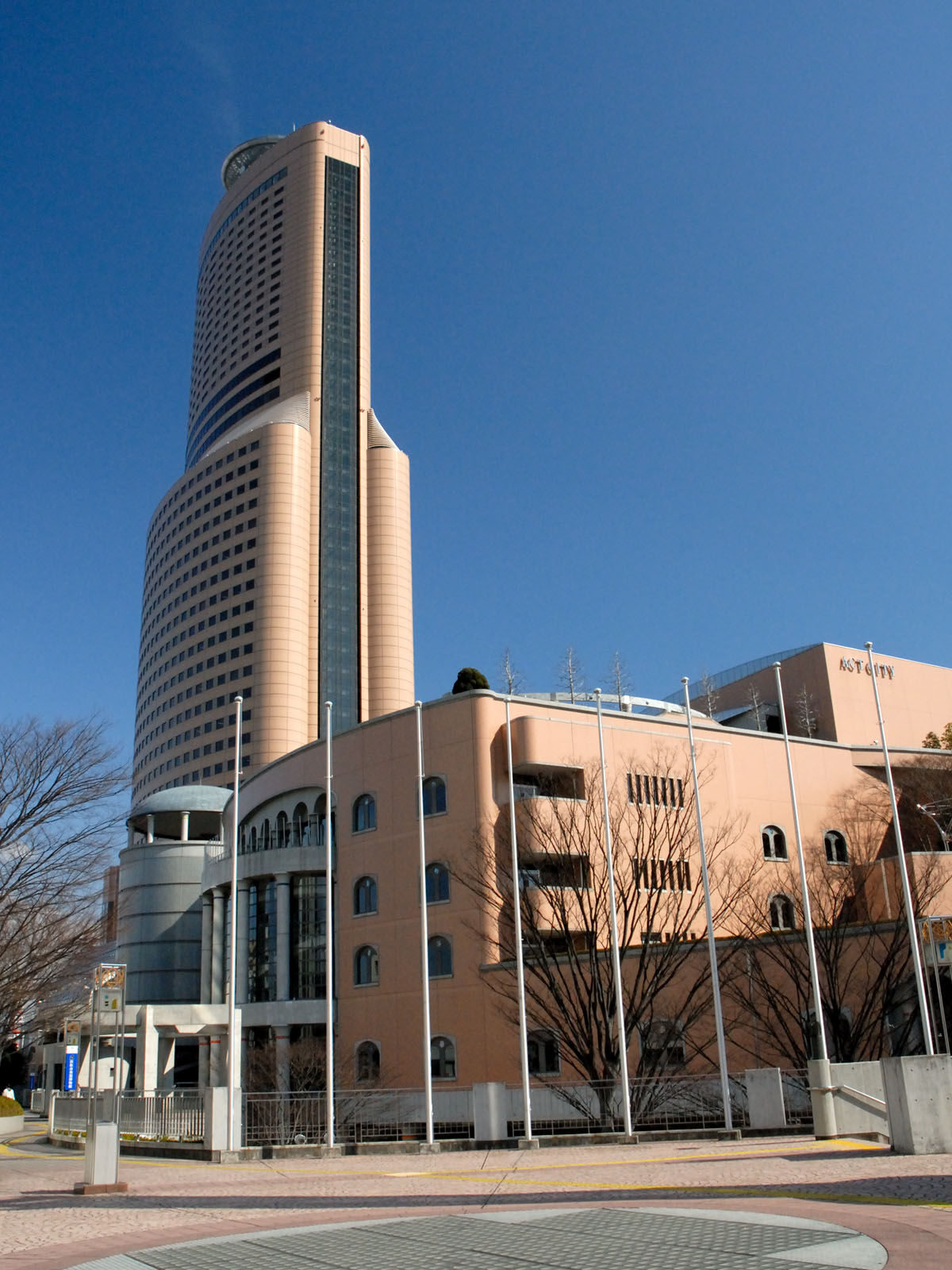
Act City Tower

Act City Tower Obszervatórium (A város egyetlen felhőkarcolója)
Chopin Emlékmű (A Varsóban található bronzszobor másolata)
Hamamacu kastély (Tokugava Iejaszu építette és élt itt 1571 és 1588 között, mára múzeum lett belőle)
Nakatadzsima homokdűnék (Egyike Japán három legnagyobb homokdűnéjének)

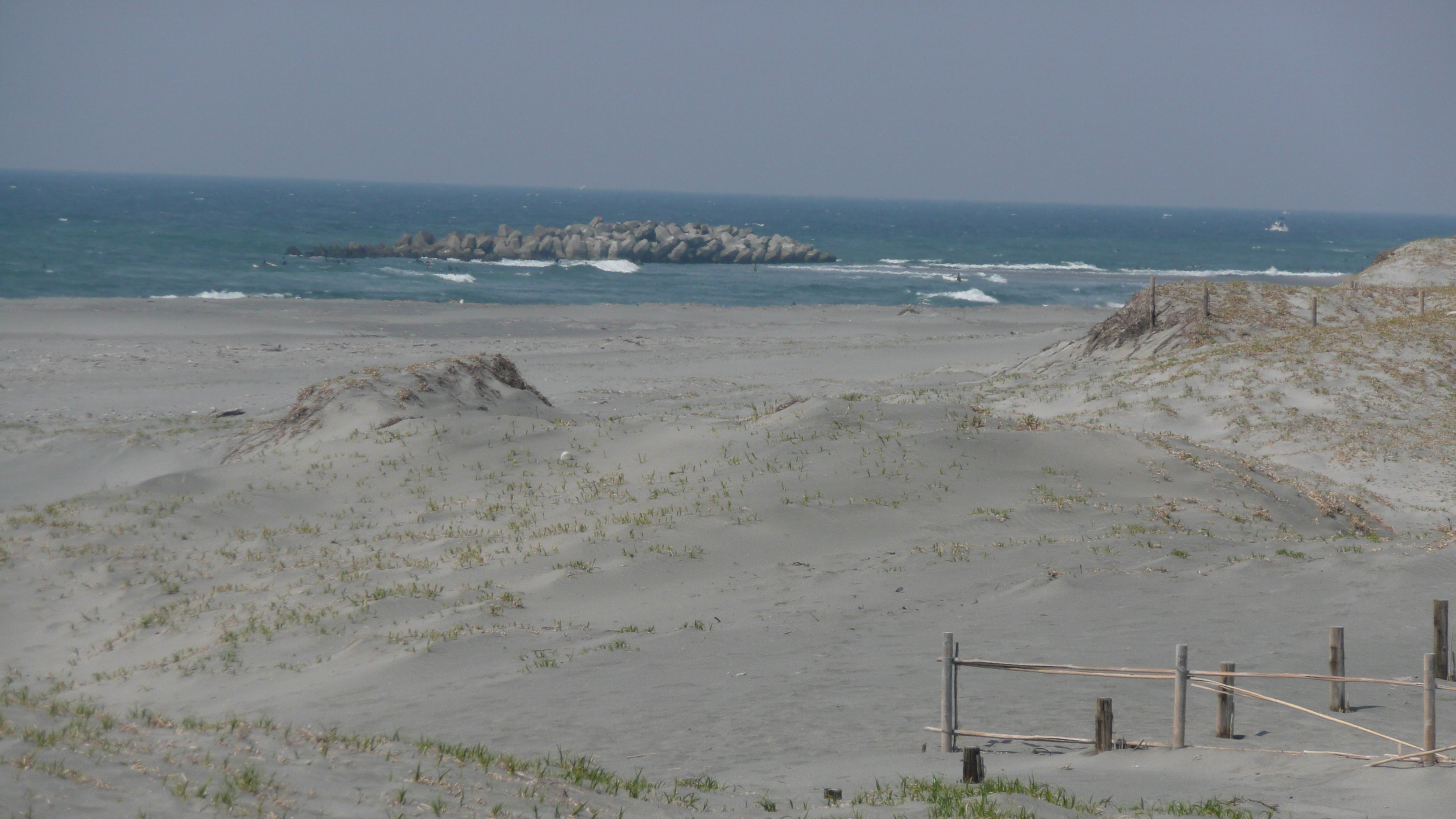
Nakatadzsima homokdűnék

Hamamacu virágpark
Hamamacu gyümölcspark
Hamamacu önkormányzati állatkert
Iinoja-gú sírhely
Motosirocsó Tósó-gú sírhely

## Kultúra
Hamamacuban számos fesztivált tartanak meg.

### Néhány fesztivál
Akiha tűzfesztivál: nagyon régen azt hitték, hogy az Akiha-hegy természetfeletti módon akadályozza meg a tüzet, emiatt az Akiha templomban tűzjárási szertartást végeznek.
Hamamacu sárkányfesztivál: Ezt a fesztivált május 3 és május 5 között tartják. Magában foglal egy sárkánycsatát és nagyon díszes palotaszerű úszókat.
Hamakita Hirjú fesztivál: Rjúdzsin Isten tiszteletére rendezett fesztivál.

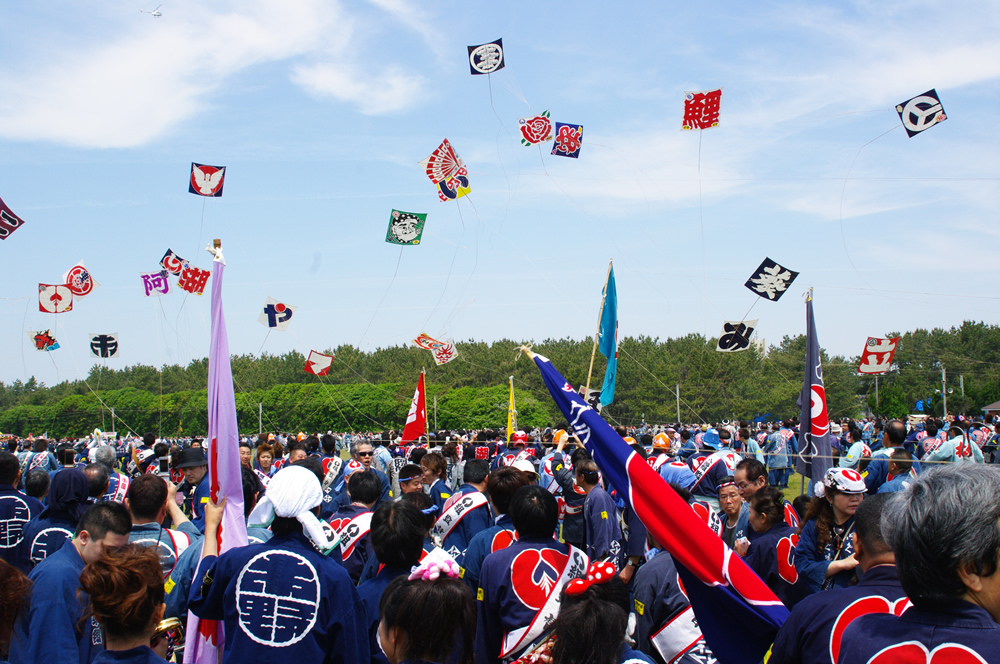
Hamamacu sárkányfesztivál

Hercegnő útja fesztivál: Az Edo-korszakban a királynők nagyon szerettek ezen az úton sétálni. A Toda folyó partján előadnak egy jelenetet.

## Képek

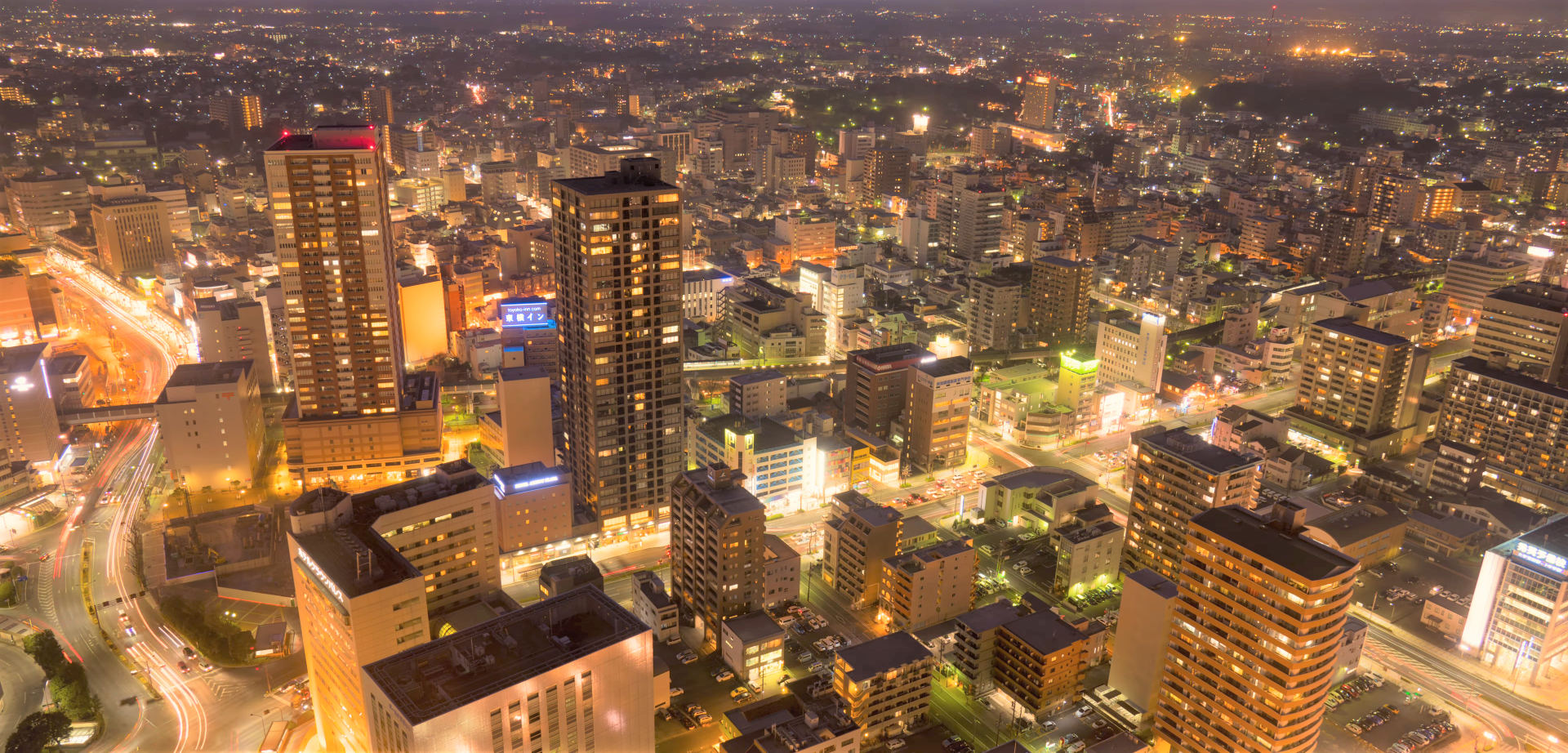
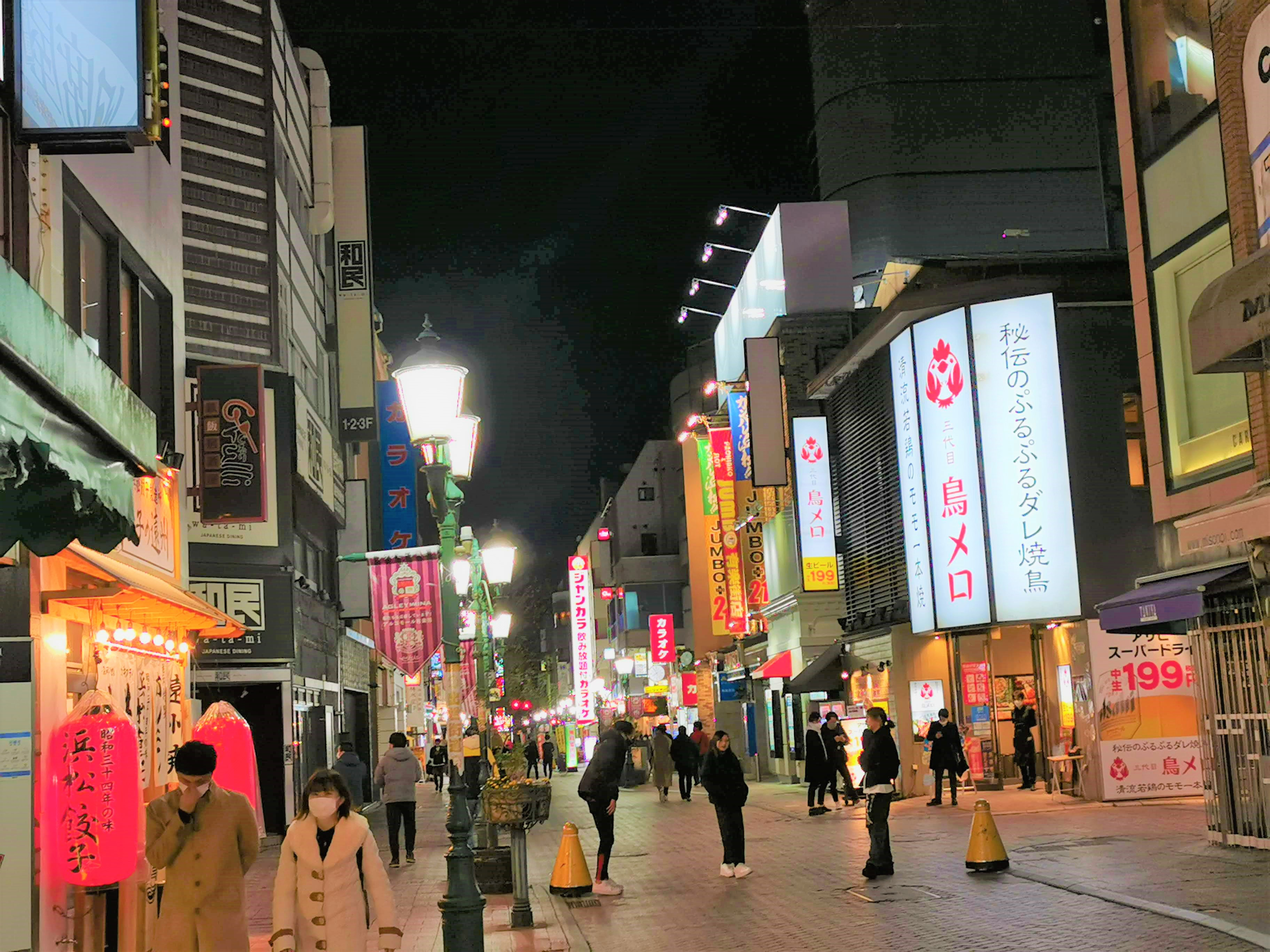
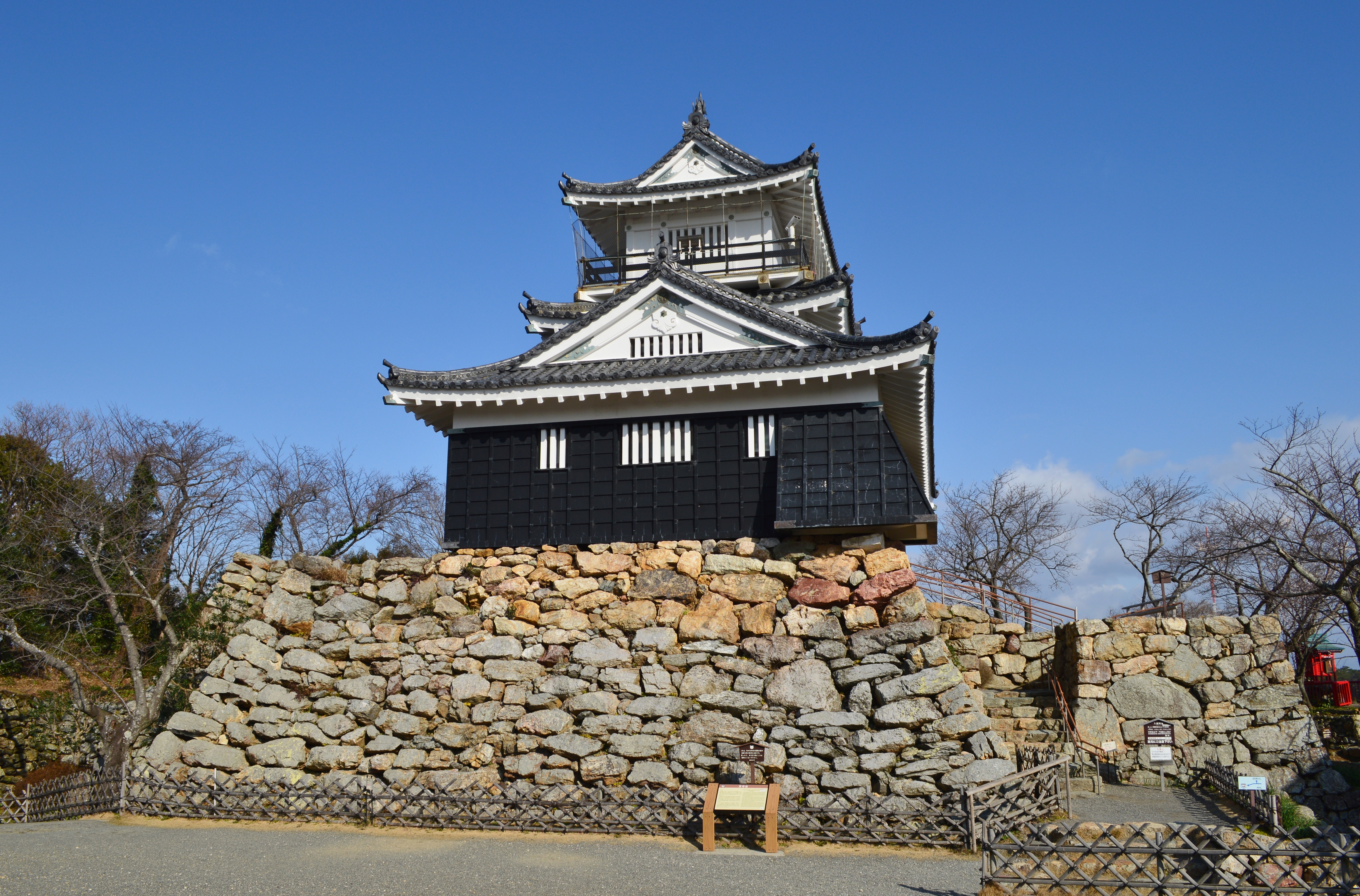
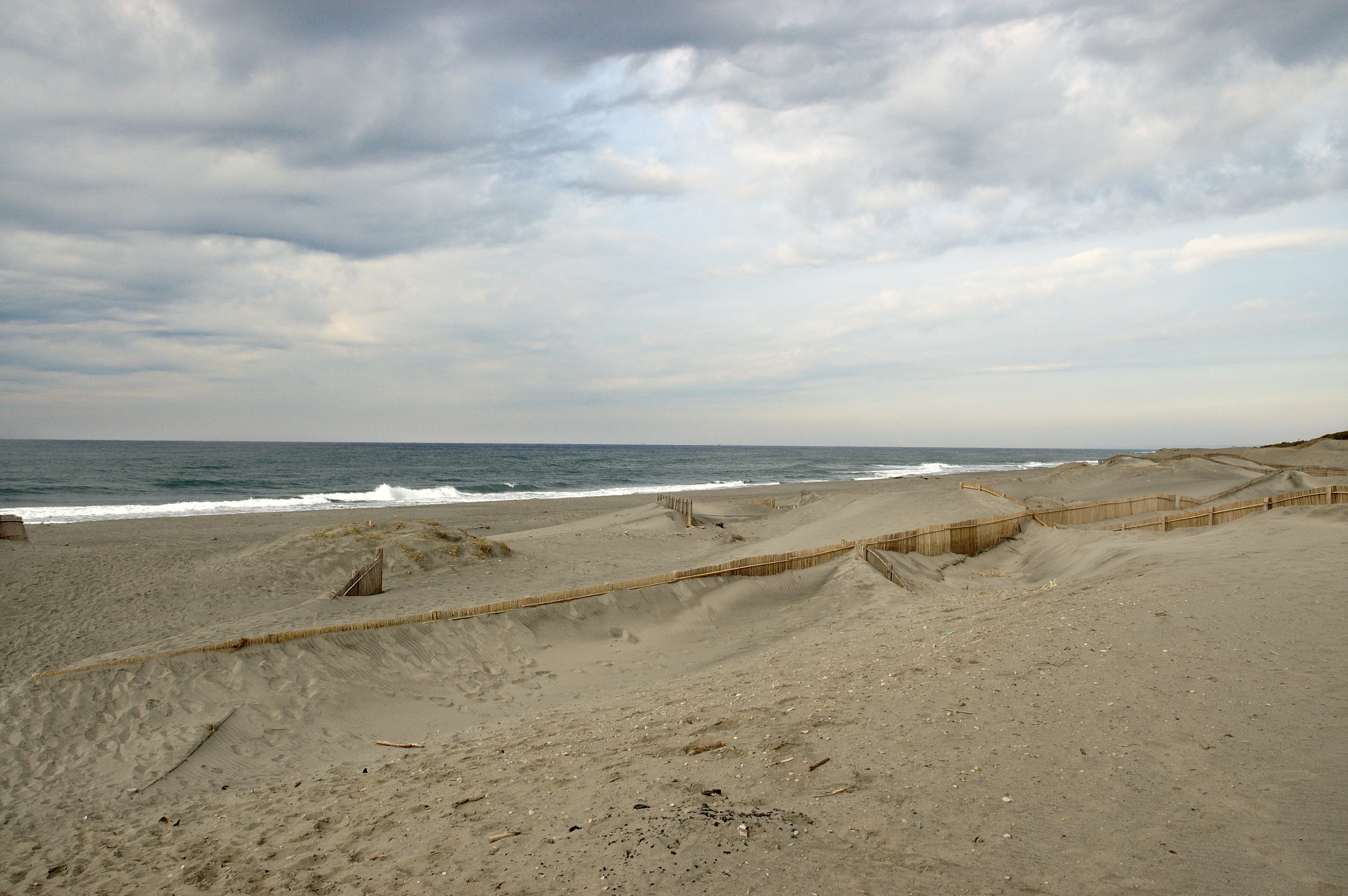